# Камхубер, Лаура
Ла́ура Камхубер (нем. Laura Kamhuber) — австрийская певица, родом из Нижней Австрии. Её дебютный альбом выполнен в жанре народной музыки, но впоследствии она делает кавер-версии на поп-музыку.

## Личная жизнь и карьера
Родители — Сабина и Йозеф. Лауре принадлежит интерпретация песни I Will Always Love You Уитни Хьюстон, набравшей более 211 миллионов просмотров на YouTube.

## Дискография
- 2014: Wie guat, dass i a Madl bin[4]
- 2016: Ich glaube noch an Wunder[5]
- 2017: Träume

### Wie guat, dass i a Madl bin
Дебютный альбом Лауры был записан на австрийском лейбле Tyrolis, и содержит следующий список композиций:
| №   | Название                                           | Длительность |
| --- | -------------------------------------------------- | ------------ |
| 1.  | «Wie guat, dass i a Madl bin»                      | 3.02         |
| 2.  | «Wer Ordnung hält (...ist nur zu faul zum Suchen)» | 2.30         |
| 3.  | «Wann wird der Summa kumma?»                       | 2.23         |
| 4.  | «Nix geg'n die guate alte Zeit»                    | 3.42         |
| 5.  | «Mei, is des peinlich»                             | 2.43         |
| 6.  | «Das La-la-la-la-Lied»                             | 3.20         |
| 7.  | «So ist's (...da kannst nix machen)»               | 2.36         |
| 8.  | «Aber schee is es scho»                            | 3.26         |
| 9.  | «I steh auf Tracht»                                | 2.49         |
| 10. | «Englisch, Mathe, Deutsch»                         | 3.12         |
| 11. | «Schlafen kann i später no»                        | 3.13         |
| 12. | «I bin und bleib a Sängerin»                       | 3.04         |

### Ich glaube noch an Wunder
Мини-альбом был записан на лейбле Tyrolis, и содержит следующий список композиций:
| №  | Название                     | Длительность |
| -- | ---------------------------- | ------------ |
| 1. | «Ich glaube noch an Wunder»  | 3:44         |
| 2. | «Immer wenn ich Schuhe seh'» | 3:00         |
| 3. | «Sonntag im Bett»            | 3:23         |
| 4. | «Richtige im Lotto»          | 3:17         |
| 5. | «Aber schee is es scho»      | 3:25         |

### Träume
Альбом был записан на лейбле Ritt Sound LC 2880, и содержит следующий список композиций:
| №   | Название                                   | Длительность |
| --- | ------------------------------------------ | ------------ |
| 1.  | «Wir Frauen haben’s schwer»                | 3.09         |
| 2.  | «Freunde für’s Leben (Morning has broken)» | 3.15         |
| 3.  | «Eine Lady werd‘ ich nie»                  | 3.15         |
| 4.  | «Immer wenn ich Schuhe seh‘»               | 3.00         |
| 5.  | «Meine kleinen Schwächen»                  | 3.24         |
| 6.  | «Sonntag im Bett»                          | 3.23         |
| 7.  | «Träume nicht dein Leben»                  | 2.59         |
| 8.  | «6 Richtige im Lotto»                      | 3.17         |
| 9.  | «Alles und noch mehr»                      | 3.37         |
| 10. | «Wie im Flug»                              | 3.34         |
| 11. | «Liebeskummer»                             | 2.58         |
| 12. | «Auch and‘re Mütter haben fesche Söhne»    | 3.01         |
| 13. | «Ich glaube noch an Wunder»                | 3.44         |

### Синглы
- 2010: «Ich bleib lieber klein»
- 2013: «Wer Ordnung hält (…ist nur zu faul zum Suchen)»
- 2016: «Stay Tonight»
- 2017: «Right Beside Me»

## Награды
Лаура в 2010 году с песней «Ich bleib lieber klein» (кавер-версия песни «Fight for This Love» Шерил Коул) заняла третье место на австрийском детском шоу талантов Kiddy Contest.

## Галерея

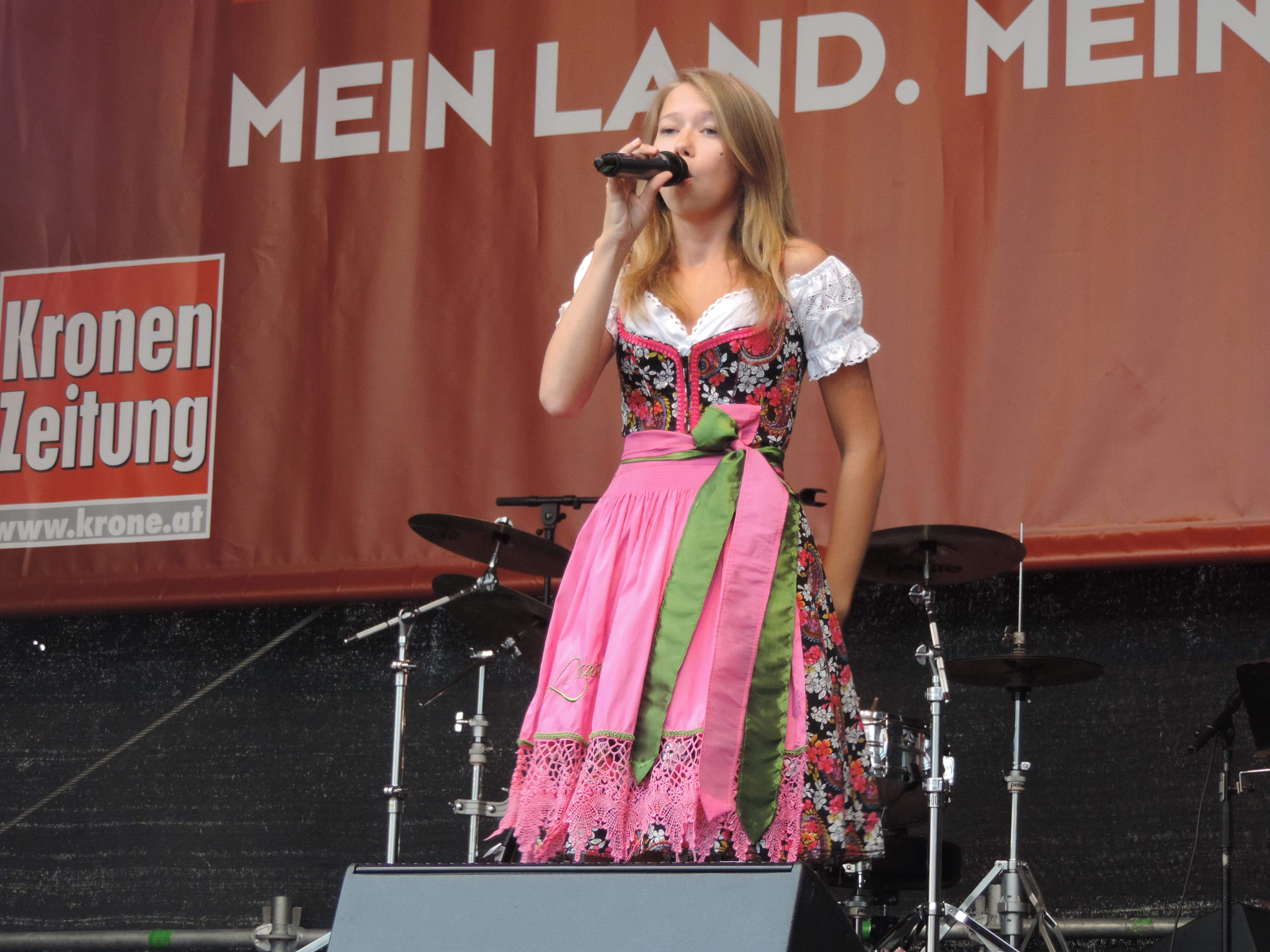
Лаура в 2015 году на фестивале Krone Fest в городе Линц.
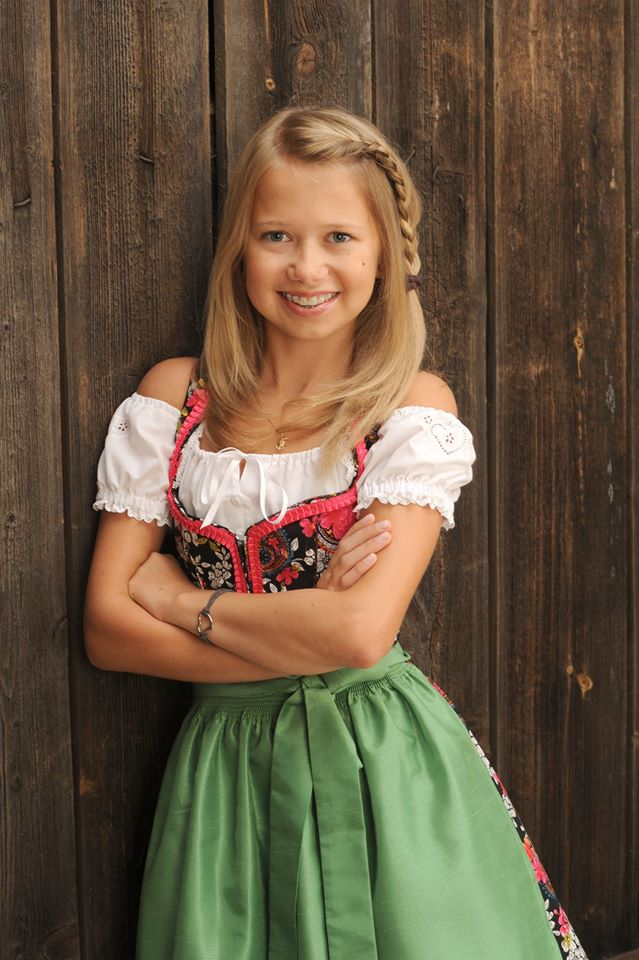
Юная Лаура. Альбомное изображение.